# Сфруц
Сфруц (итал. Sfruz) — коммуна в Италии, располагается в провинции Тренто области Трентино-Альто-Адидже.
Население составляет 323 человек (2011 г.), плотность населения составляет 28 чел./км². Занимает площадь 11 км². Почтовый индекс — 38010. Телефонный код — 0463.
Покровительницей коммуны почитается святая Агафья, празднование 5 февраля.

## Демография
Динамика населения:

## Администрация коммуны
- Официальный сайт: